# Anisota sinulis
Anisota sinulis är en fjärilsart som beskrevs av Riotte 1971. Anisota sinulis ingår i släktet Anisota och familjen påfågelsspinnare. Inga underarter finns listade i Catalogue of Life.

## Bildgalleri

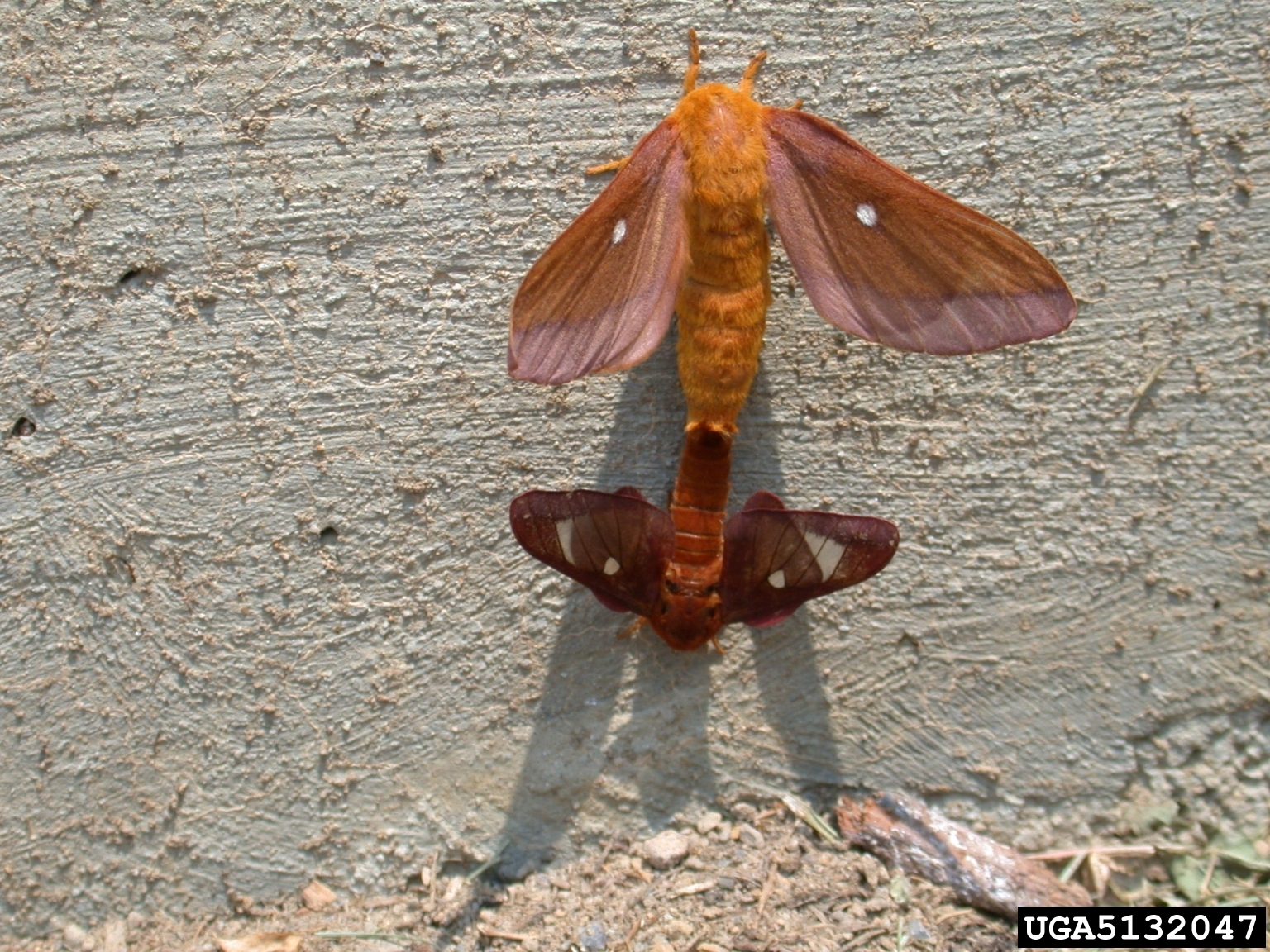
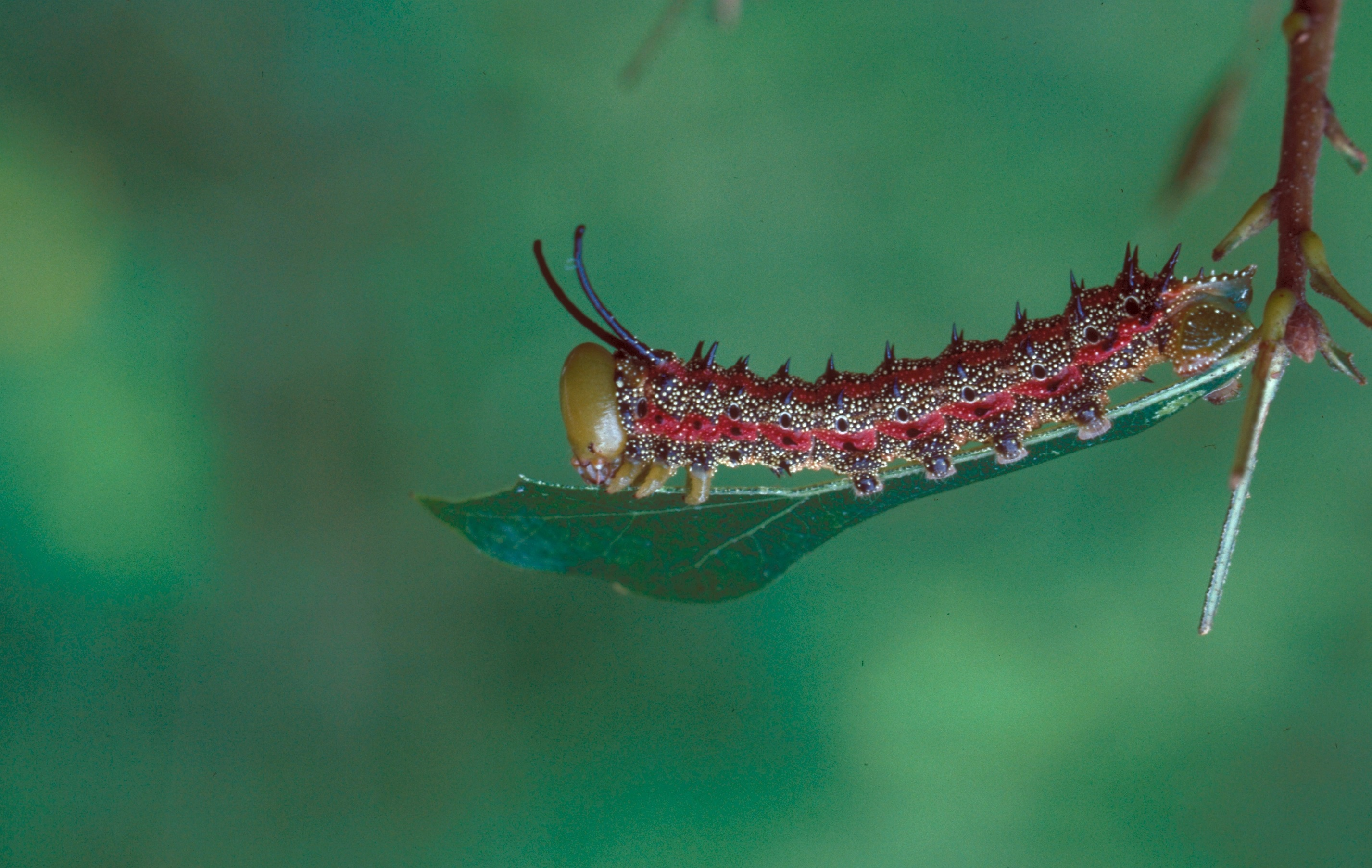
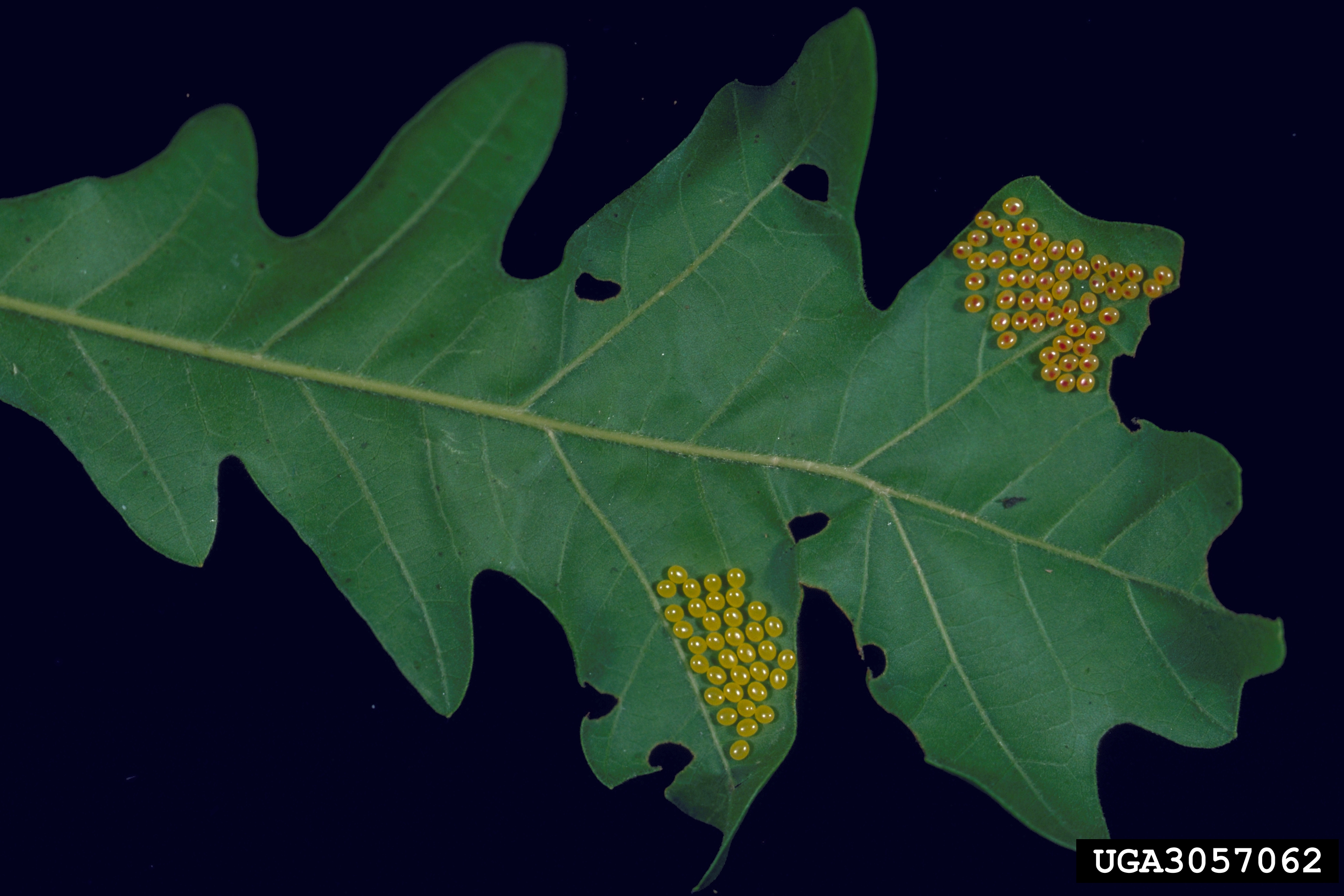
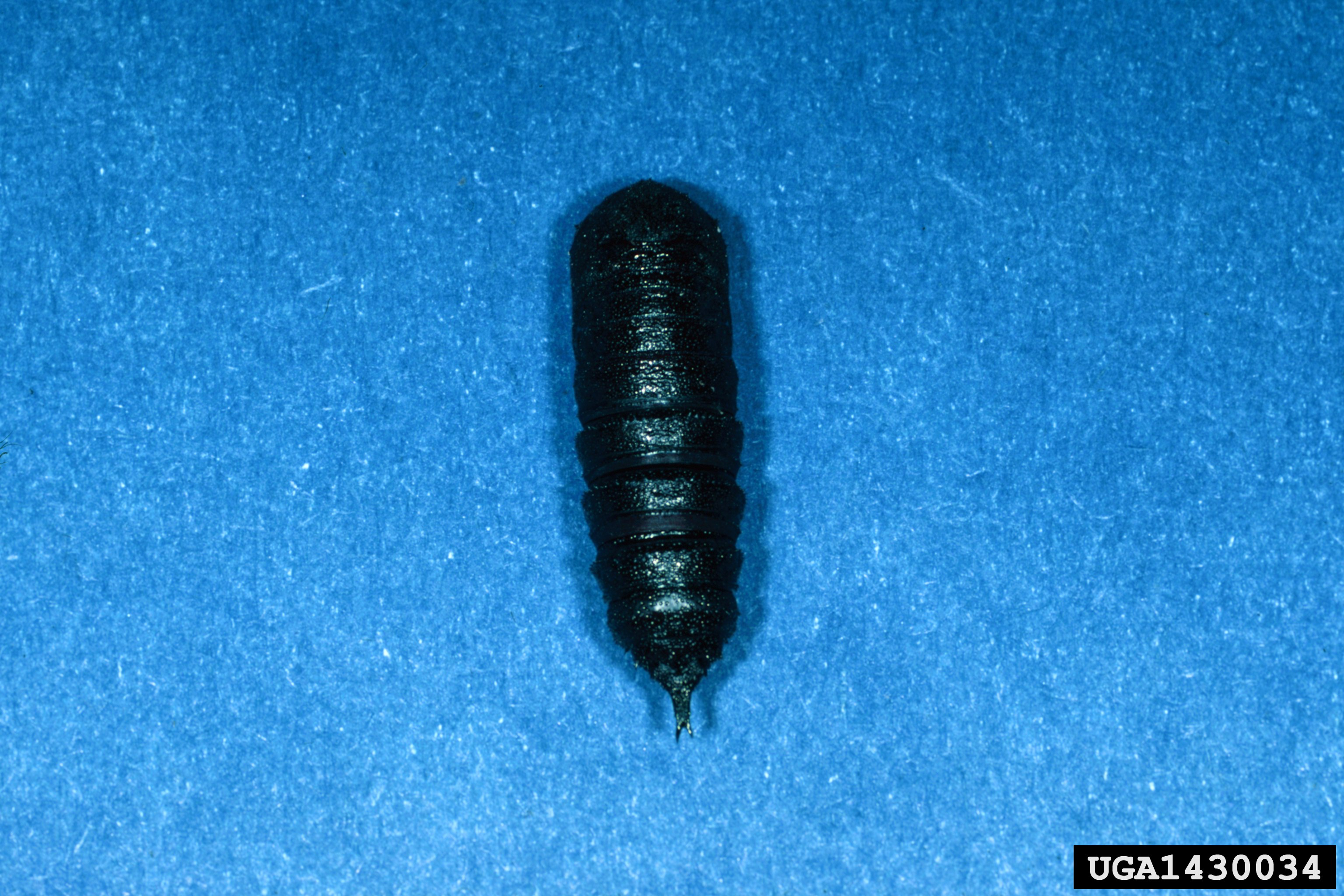
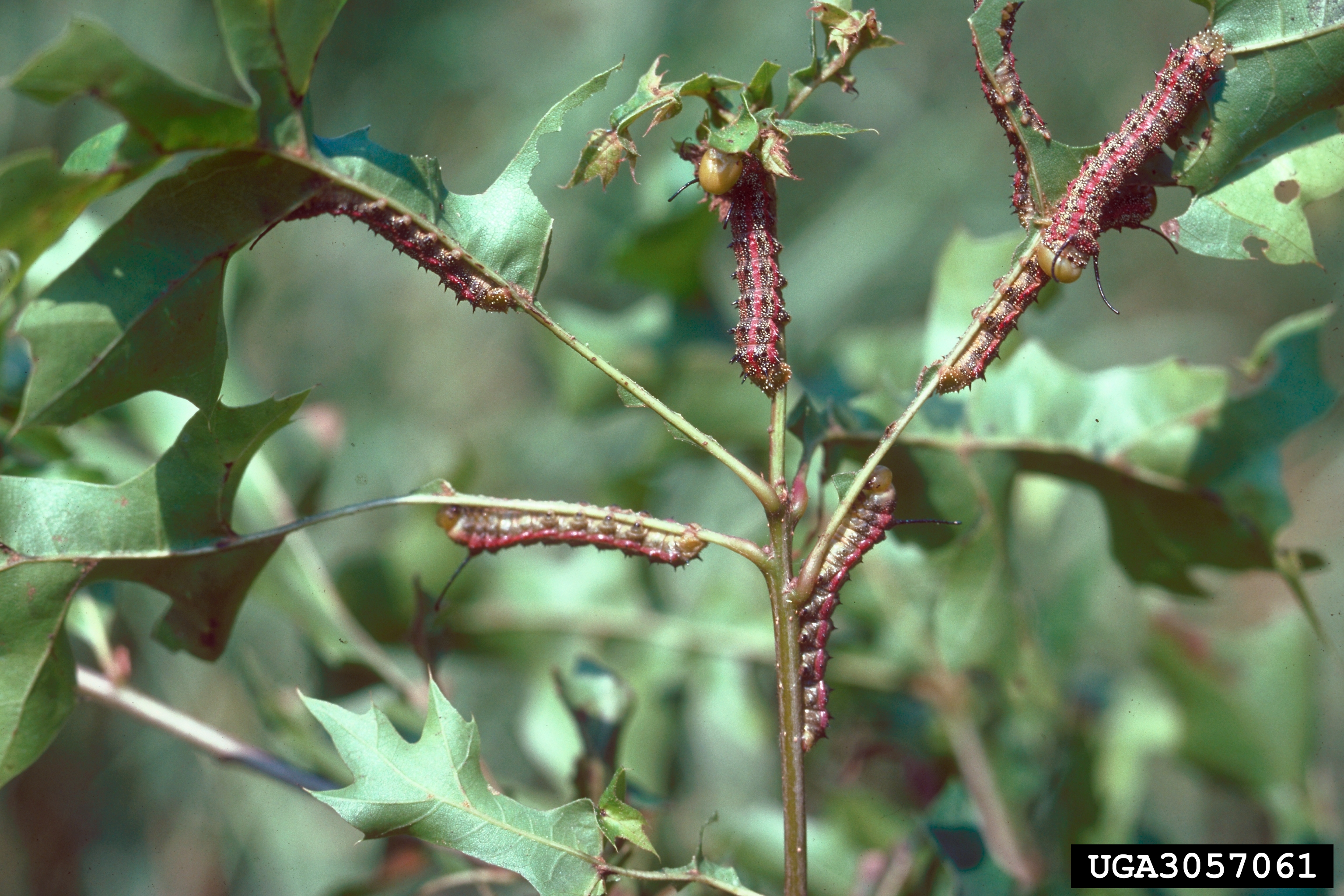
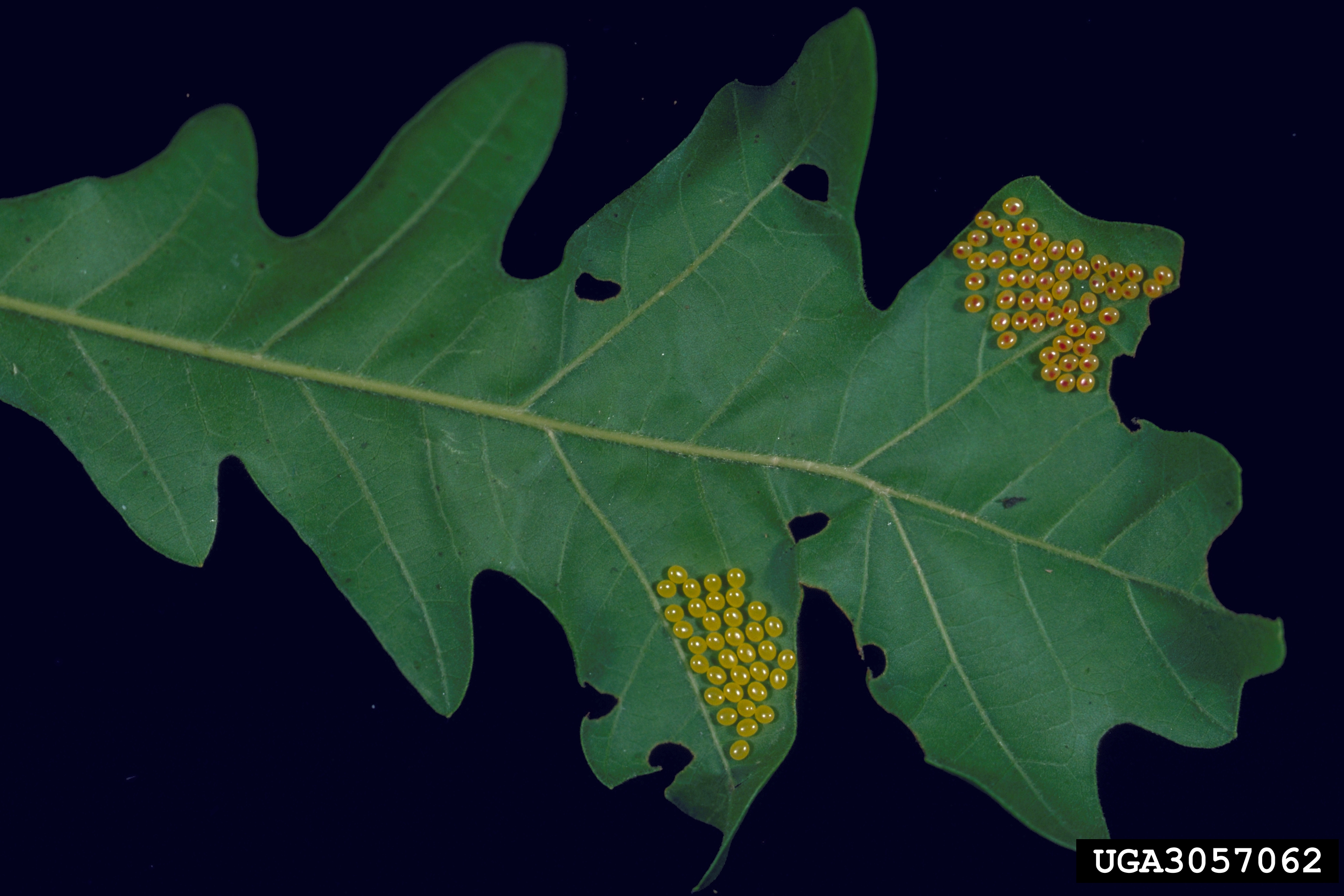